# Ava (pel·lícula de 2020)
Ava és una pel·lícula de thriller d'acció nord-americana del 2020 dirigida per Tate Taylor escrita per Matthew Newton i produïda per la productora de Chastain, Freckle Films. El film és protagonitzada per Jessica Chastain, John Malkovich, Common, Geena Davis, Colin Farrell, Ioan Gruffudd i Joan Chen.
Ava es va estrenar a Budapest el 2 de juny de 2020 i als Estats Units a través de DirecTV Cinema el 27 d'agost de 2020, seguit d'una estrena limitada al cinema i de vídeo sota demanda el 25 de setembre de 2020 per Vertical Entertainment. Va rebre crítiques generalment negatives, però l'actuació de Chastain va rebre alguns elogis. Ha estat doblada i subtitulada al català.

## Sinopsi
L'Ava és una eficaç assassina a sou que treballa per a una organització d'operacions encobertes, viatja per tot el món acabant amb aquells objectius que ningú més pot eliminar. Quan un perillós encàrrec surt malament, l'Ava torna a casa en un intent per reconduir la relació amb la seva família. Serà el moment en què es veurà obligada a lluitar per la seva pròpia supervivència.

## Repartiment
- Jessica Chastain com a Ava
- John Malkovich com a duc
- Common com a Michael, l'ex-promès d'Ava i el promès de la Judy
- Geena Davis com a Bobbi, la mare de l'Ava
- Colin Farrell com a Simon
- Jess Weixler com a Judy, la germana de l'Ava
- Ioan Gruffudd com a Peter, assessor financer del Fons Monetari Internacional
- Diana Silvers com a Camille, la filla de Simon
- Joan Chen com a Toni

## Producció
L'agost de 2018, la producció va rebre crítiques a causa que Matthew Newton, que en aquell moment qui havia de ser el director, havia rebut múltiples denúncies d'agressió i violència domèstica. A més de les acusacions, també s'havia declarat culpable d'haver agredit Brooke Satchwell, la seva aleshores xicota. Jessica Chastain, una defensora vocal del moviment MeToo, va ser acusada d'hipocresia per treballar amb Newton. Finalment, va deixar de dirigir la pel·lícula i és acreditat només com a guionista.
El setembre de 2018, Colin Farrell, Common i John Malkovich es van unir al repartiment. L'octubre de 2018 ho van fer Christopher Domig, Diana Silvers, Geena Davis, Joan Chen i Jess Weixler. El novembre de 2019, es va anunciar que la pel·lícula havia estat retitulada Ava.
El rodatge va començar el 24 de setembre de 2018 a Boston. També es va fer a Gloucester i a Massachusetts. Entre els llocs de rodatge inclouen Saint Joseph's Abbey, The Schrafft Center, Wingaersheek Beach, Worcester Regional Airport, Boston Public Market i Boston Common.